# Kovavuopionjärvi
Kovavuopionjärvi är en sjö i kommunen Enontekis i landskapet Lappland i Finland. Arean är 36 hektar och strandlinjen är 2,43 kilometer lång. Sjön  ingår i Kemi älvs huvudavrinningsområde.   Den ligger omkring 220 kilometer norr om Rovaniemi och omkring 920 kilometer norr om Helsingfors. 